# トライセップス・エクステンション
スタンディング・トライセップス・エクステンション(standing triceps extension)は、ウエイトトレーニングの種目の一つ。主に上腕三頭筋の長頭を鍛えることができる。

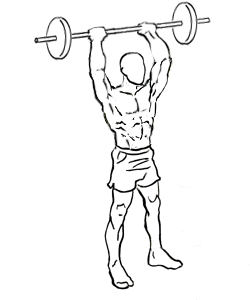
スタンディング・バーベル・トライセップス・エクステンション(スタート)

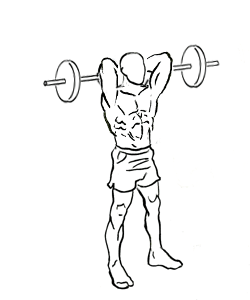
スタンディング・バーベル・トライセップス・エクステンション(フィニッシュ)

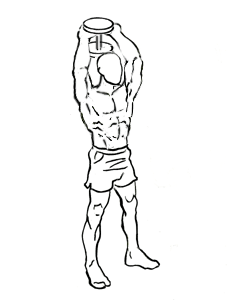
スタンディング・ダンベル・トライセップス・エクステンション(スタート)

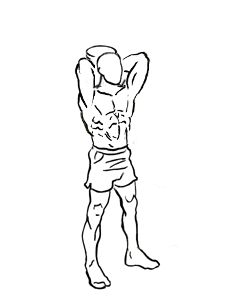
スタンディング・ダンベル・トライセップス・エクステンション(フィニッシュ)

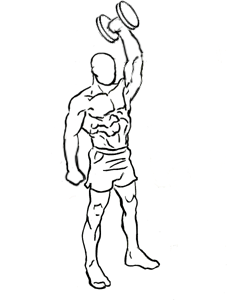
スタンディング・ワンハンド・ダンベル・トライセップス・エクステンション(スタート)

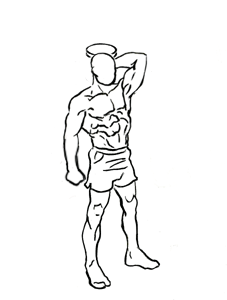
スタンディング・ワンハンド・ダンベル・トライセップス・エクステンション(フィニッシュ)

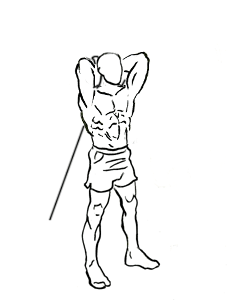
スタンディング・ケーブル・トライセップス・エクステンション(スタート)

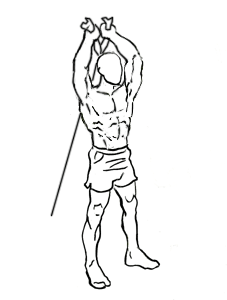
スタンディング・ケーブル・トライセップス・エクステンション(フィニッシュ)

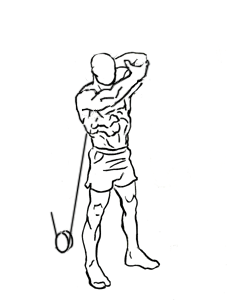
スタンディング・ワンハンド・ケーブル・トライセップス・エクステンション(スタート)

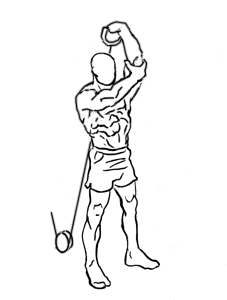
スタンディング・ワンハンド・ケーブル・トライセップス・エクステンション(フィニッシュ)

## 具体的動作

### スタンディング・バーベル・トライセップス・エクステンション
1. 両手でオーバーグリップでバーベルを持って立ち、アップライト・ロウの要領で肩の高さまで上げる。肘をバーベルの下に移動させ、ショルダー・プレスの要領で腕を伸ばして頭上にバーベルを構える。
2. 息を吸いながら頭の後ろにバーベルがくるように腕を曲げていく。
3. 息を吐きながら元の姿勢に戻る。
4. 2~3を繰り返す。

### スタンディング・ダンベル・トライセップス・エクステンション
1. 片手にオーバーグリップでダンベルを持って立ち、アップライト・ロウの要領で肩の高さまで上げる。肘をダンベルの下に移動させ、ショルダー・プレスの要領で腕を伸ばして頭上にダンベルを構える。両手でダンベルの重りの部分の内側を下から押さえる。
2. 息を吸いながら頭の後ろにダンベルがくるように腕を曲げていく。
3. 息を吐きながら元の姿勢に戻る。
4. 2~3を繰り返す。

### スタンディング・ワンハンド・ダンベル・トライセップス・エクステンション
1. 片手にオーバーグリップでダンベルを持って立ち、アップライト・ロウの要領で肩の高さまで上げる。肘をダンベルの下に移動させ、ショルダー・プレスの要領で腕を伸ばして頭上にダンベルを構える。
2. 息を吸いながら頭の後ろにダンベルがくるように腕を曲げていく。
3. 息を吐きながら元の姿勢に戻る。
4. 2~3を繰り返す。

### スタンディング・ケーブル・トライセップス・エクステンション
1. ロープーリーにハンドルをセットする。
2. マシンの反対を向き、両手でハンドルを持って頭の後ろに構えて立つ。
3. 息を吐きながら頭上にハンドルがくるように腕を伸ばしていく。
4. 息を吸いながら元の姿勢に戻る。
5. 3~4を繰り返す。

### スタンディング・ワンハンド・ケーブル・トライセップス・エクステンション
1. ロープーリーにワンハンドルバーをセットする。
2. マシンの反対を向き、片手にハンドルを持って頭の後ろに構えて立つ。
3. 息を吐きながら頭上にハンドルがくるように腕を伸ばしていく。
4. 息を吸いながら元の姿勢に戻る。
5. 3~4を繰り返す。